# Luc Vidal
Pour les articles homonymes, voir Vidal.
Luc Vidal est un poète, écrivain et éditeur français né à Nantes le 6 juin 1950.

## Parcours
Sur les pas de René Guy Cadou, il a pris de nombreuses initiatives au service de la poésie. Il est ainsi à l'origine de la Maison de la poésie de Nantes, et le fondateur des éditions du Petit Véhicule pour lesquelles il a créé de nombreuses collections et différentes revues, parmi lesquelles Signes, Incognita, Les Cahiers Léo Ferré, Les Cahiers Jules Paressant, Les Cahiers des poètes de l'École de Rochefort-sur-Loire, Chiendents. Certains de ses textes ont été traduits en allemand, italien, georgien et espagnol.
Luc Vidal a également été le producteur du chanteur Serge Kerval à partir de 1985 et écrit le scénario du film René Guy Cadou ou les visages de solitude d’Émilien Awada avec les voix de Michaël Lonsdale et Richard Martin (écouter aussi l'émission Ça rime à quoi « René Guy Cadou par Luc Vidal »).
Il fait partie de l'équipe des animateurs du festival Voix Vives de Méditerranée en Méditerranée depuis 2015.

### Poésie
- Orphée du fleuve, bilingue français/géorgien (trad. Anne Bouatchidzé), éditions du Petit Véhicule, 1999 ; coll. « l'Or du temps » no 29[4].
- Le Chagrin et l'Oiseau perdu, illustrations de Nicolas Désiré Frisque, éditions du Petit Véhicule, 2009 ; coll. « l'Or du temps » no 44[5].
- Les Yeux du crépuscule, illustrations de Gilles Bourgeade, éditions du Petit Véhicule, coll. « l'Or du temps » no 40, 2016.
- Flora Beillouin & Luc Vidal, Le Delta de la nuit, éditions du Petit Véhicule, coll. « l'Or du temps » no 154, 2019.
- Le Maquis thaumaturge, bilingue français-allemand, trad. en allemand par Eva-Maria Berg, illustr. JC Kiarkk et Josette Digonnet, avant-lire Luc Vidal et après-lire Jean Claude Padioleau, , éditions du Petit Véhicule, coll. « l'Or du temps » no 225, 2021.

### Récits
- La Route, Mon journal de hippy[6], éd. Nouvelle Cité, 1974.
- Une jeune fille dans la tourmente (récit et petite anthologie de poèmes), revue Chiendents n°65, éditions du Petit Véhicule.

### Essais
- Dans les pas de Léo Ferré (en collaboration avec Henri Lambert et Philippe Olivier), éditions Les 3 Orangers, 2003.
- Léo Ferré, Olivier Bernex et la barque du temps, éditions du Petit Véhicule, 2003.
- Jacques Vaché, André Breton dans la cité d'Orphée, éditions du Petit Véhicule, coll. « Art-chives », 2005.
- Lire Gatti, Solitudes, joie, arc-en-ciel, éditions du Petit Véhicule, coll. « Art-chives », 2005.
- Olivier Bernex, Léo Ferré : de toutes les couleurs, livre d'art, éditions L'Arganier, 2006.
- Richard Martin ou les visages de la solitude, revue Chiendents n°47, éditions du Petit Véhicule.
- Spicilège du Partage des ombres à l’Aigle de Géorgie (avec Gilbert Conan), éditions du Petit Véhicule, coll. « l'Or du temps » no 4, 2013.
- L’Œil, ce compagnon de l’ombre... qui murmure « on arrive » (avec Gilbert Conan), éditions du Petit Véhicule, coll. « l'Or du temps » no 8, 2014.
- Lettre à Murielle sur la poésie et son âme, revue Chiendents n°119, éditions du Petit Véhicule, 2017.

### Essais en ligne
- Postface à Hélène ou le règne végétal par Luc Vidal sur Hélène Cadou [PDF]
- Conférence « Infiniment femme, de la Fée Mélusine aux femmes-poètes Elena Martín Vivaldi et Colette Gibelin » de Luc Vidal à Grenade

### En allemand
- In Nepal blüht der Mohn, München-Zürich-Wien, Neue Stadt Verlag, 1973.

## Sur Luc Vidal
- Les Chiens du vent, illustrations de Nicolas Désiré Frisque, articles de Roger Wallet, Stéphane Beau, Christian Bulting, Marc Chatellier, Laure Dino, Max Alexandre, Catherine Matausch et Olivier Delettre, revue Chiendents n°40, éditions du Petit Véhicule, novembre 2013.
- Murielle Compère-Demarcy, Fenêtre ouverte sur la poésie de Luc Vidal, illustrations de Nicolas Désiré Frisque, Claude Burgeon, Jean-Claude Kiarkk, Gilles Bourgeade, We Were Liking, Lucie Jack & Athali, éditions du Petit Véhicule, coll. « l'Or du temps » no 126, septembre 2018.
- Luc Vidal, Memoria de Las Brasas / La mémoire des braises, anthologie commentée par l’auteur, édition bilingue espagnol/français sous la direction de Joëlle Guatelli-Tedeschi, coll. « El Torno Grafico », Entorno Grafico Editiones, Grenade, 2019[7].